# الفرجان (مترو دبي)
محطة الفرجان (بالإنجليزية: Al-Furjan station)‏؛ هي محطة نقل سريع على الخط الأحمر لشبكة مترو دبي التي تخدم دبي في الإمارات العربية المتحدة، تعد ثالث محطات مسار 2020 الذي ينتهي في محطة إكسبو حيث موقع إكسبو 2020.

## جوائز
فازت محطة الفرجان بـ«جائزة خاصة بالتصميم الخارجي» عن فئة محطات الركاب ضمن جائزة فرساي العالمية للهندسة المعمارية والتصميم لعام 2022 